# Fontenay (Sena Marítim)
Fontenay és un municipi francès situat al departament del Sena Marítim i a la regió de Normandia. L'any 2007 tenia 1.037 habitants.

## Demografia

### Població
El 2007 la població de fet de Fontenay era de 1.037 persones. Hi havia 402 famílies de les quals 56 eren unipersonals (20 homes vivint sols i 36 dones vivint soles), 191 parelles sense fills, 135 parelles amb fills i 20 famílies monoparentals amb fills.
La població ha evolucionat segons el següent gràfic:
Habitants censats

### Habitatges
El 2007 hi havia 413 habitatges, 406 eren l'habitatge principal de la família, 3 eren segones residències i 4 estaven desocupats. 408 eren cases i 4 eren apartaments. Dels 406 habitatges principals, 381 estaven ocupats pels seus propietaris, 24 estaven llogats i ocupats pels llogaters i 1 estava cedit a títol gratuït; 9 tenien dues cambres, 28 en tenien tres, 103 en tenien quatre i 266 en tenien cinc o més. 376 habitatges disposaven pel capbaix d'una plaça de pàrquing. A 123 habitatges hi havia un automòbil i a 272 n'hi havia dos o més.

### Piràmide de població
La piràmide de població per edats i sexe el 2009 era:
| Homes | Edats   | Dones |
| ----- | ------- | ----- |
| 0     | 95 o +  | 0     |
| 0     | 90 a 94 | 0     |
| 4     | 85 a 89 | 4     |
| 8     | 80 a 84 | 0     |
| 8     | 75 a 79 | 16    |
| 8     | 70 a 74 | 24    |
| 12    | 65 a 69 | 8     |
| 20    | 60 a 64 | 8     |
| 56    | 55 a 59 | 48    |
| 80    | 50 a 54 | 72    |
| 60    | 45 a 49 | 64    |
| 44    | 40 a 44 | 64    |
| 32    | 35 a 39 | 24    |
| 16    | 30 a 34 | 40    |
| 24    | 25 a 29 | 16    |
| 52    | 20 a 24 | 32    |
| 48    | 15 a 19 | 76    |
| 32    | 10 a 14 | 40    |
| 36    | 5 a 9   | 44    |
| 20    | 0 a 4   | 16    |

## Economia
El 2007 la població en edat de treballar era de 728 persones, 461 eren actives i 267 eren inactives. De les 461 persones actives 442 estaven ocupades (220 homes i 222 dones) i 19 estaven aturades (10 homes i 9 dones). De les 267 persones inactives 128 estaven jubilades, 89 estaven estudiant i 50 estaven classificades com a «altres inactius».

### Ingressos
El 2009 a Fontenay hi havia 400 unitats fiscals que integraven 1.053 persones, la mediana anual d'ingressos fiscals per persona era de 23.714 €.

### Activitats econòmiques
Dels 13 establiments que hi havia el 2007, 2 eren d'empreses de construcció, 2 d'empreses de comerç i reparació d'automòbils, 1 d'una empresa de transport, 2 d'empreses immobiliàries, 3 d'empreses de serveis, 2 d'entitats de l'administració pública i 1 d'una empresa classificada com a «altres activitats de serveis».
Dels 4 establiments de servei als particulars que hi havia el 2009, 1 era un establiment de lloguer de cotxes, 1 paleta, 1 guixaire pintor i 1 agència immobiliària.
L'any 2000 a Fontenay hi havia 9 explotacions agrícoles.

## Equipaments sanitaris i escolars
El 2009 hi havia una escola elemental.

## Poblacions més properes
El següent diagrama mostra les poblacions més properes.